# Salvatnet
El llac de Salvatn (o Salvatnet en noruec) és un llac noruec situat entre els municipis de Fosnes i Nærøy al comtat de Nord-Trøndelag. Amb una profunditat màxima de 464 metres, és el segon llac més profund de Noruega i d'Europa, després de l'Hornindalsvatnet. Algunes fonts alternatives li donen una profunditat de 482 metres, però en qualsevol de les dues és el segon més profund. El llac es troba a tocar del mar, a 9 metres sobre el nivell del mar a la superfície i arriba fins a una profunditat de 455 metres sota el nivell del mar. És un llac molt gran amb una superfície de 44,77 quilòmetres quadrats, un volum de 6,87 quilòmetres cúbics, i una línia de costa que és 105,61 quilòmetres aproximadament.
Salsvatnet és un llac Meromíctic, el que significa que l'aigua està permanentment estratificada, sovint sense oxigen en les profunditats més baixes (aigües avall) a causa del gradient de densitat i la manca de volum. Un llac d'aquesta classe sovint conserva registres del seu passat geològic.